# Wörthersee
Il Wörthersee /ˈvœɐ̯tɐseː/ (o Wörther See, Vrbsko jezero in sloveno) è il più grande lago della Carinzia, in Austria.

## Descrizione
Si snoda con forma allungata per 16,5 km tra Villaco e Klagenfurt, con una larghezza massima di 1,5 km. A metà del lago si trovano alcune penisole che praticamente dividono il lago in due ampi bacini.
La riva nord del lago è maggiormente edificata e trafficata; quella sud è più tranquilla e naturale.
I principali paesi che insistono sul lago sono: 
- Velden - all'estremità occidentale
- Pörtschach - sulla riva nord
- Krumpendorf am Wörthersee - sulla riva nord
- Maria Wörth - sulla riva sud

Sono tutti attrezzati per il turismo estivo balneare.
All'estremità orientale del lago si trova invece la periferia della città di Klagenfurt
Alle spalle del pittoresco paese di Maria Wörth (che dà il nome al lago) si trova una collina che si eleva ad 850 m s.l.m. (rispetto ai 450 m del lago). Sulla sommità della collina è stata eretta la 'Pyramidenkogel' una torre di osservazione di 100 m di altezza, con una piattaforma panoramica dalla quale si gode un'ampia vista del lago e dei monti circostanti. Si tratta della torre di osservazione in legno più alta del mondo.

## Monumenti e luoghi d'interesse
- Villa Schwarzenfels
- Castello di Reifnitz

## Galleria d'immagini
| - Il lungolago di Velden con il castello - La caratteristica penisola di Pörtschach - Panoramica di Krumpendorf am Wörthersee - La piccola penisola su cui giace Maria Wörth - La torre di osservazione - Il Pyramidenkogel alle spalle di Maria Wörth - La torre d'osservazione Pyramidenkogel - La piattaforma panoramica - Panorama dal Pyramidenkogel |